# Rejon Aksy
Rejon Aksy (kirg. Аксы району; ros. Аксыйский район) – rejon w Kirgistanie w obwodzie dżalalabadzkim. W 2009 roku liczył 113 010 mieszkańców (z czego 50,7% stanowili mężczyźni) i obejmował 20 020 gospodarstw domowych. Siedzibą administracyjną rejonu jest Kerben.